# الباکیان
الباکیان (به ارمنی: Էլբակյան) یکی از نام‌های خانوادگی رایج در میان ارمنیان می‌باشد. اشخاص شاخص با این نام از این قرارند:
- الکساندرا الباکیان
- آنا الباکیان
- آرتور الباکیان
- ادگار الباکیان

## منبع
- Հովակիմյան, Բախտիար (2005). Հայոց ծածկանունների բառարան (PDF). Երևան: ԵՊՀ հրատ.